# Viktor Grahn
Viktor Grahn, född 15 augusti 1998 i Piteå, är en svensk ishockeyspelare som spelar för Skellefteå AIK i SHL.

## Karriär
Viktor Grahn började sin karriär i Storfors AIK. Han gick sedan över till Piteå HC:s juniorlag. Säsongen 2014/2015 flyttade han till Luleå HF och spelade juniorhockey. Säsongen 2016-2017 började han i Luleå HF:s A-lag. Inför Säsongen 2018/2019 blev han utlånad till Karlskrona HK.
Våren 2019 skrev Grahn kontrakt för fortsatt spel med Karlskrona HK i Hockeyallsvenskan. 
Säsongen 20-21 följde han med Karlskrona till Hockeyettan efter tvångsnedgradering av ekonomiska skäl. 
Efter en säsong i Hockeyettan med Karlskrona spelade han säsongen 21-22 med Kristianstad IK i Hockeyallsvenskan igen.
Säsongen 22-23 skrev Grahn på ett två-års kontrakt för Södertälje SK, där han senare skrev på för ännu ett år.

## Klubbar
- Luleå HF J20, J20 Superelit (2015/2016 – 2017/2018)
- Luleå HF, SHL (2016/2017 – 2017/2018)
- Asplöven HC, Hockeyettan (2016/2017) (lån)
- Karlskrona HK, Allsvenskan (2018/2019) (lån)
- Karlskrona HK, Allsvenskan/Hockeyettan (2019/2020 – 2020/2021)
- Kristianstads IK, Allsvenskan (2021/2022 – 2022/2023)
- Rögle BK, SHL (2021/2022 – 2022/2023) (lån)
- Södertälje SK, Allsvenskan (2023/2024 – 2024/2025)
- Skellefteå AIK, SHL (2024/2025) (lån)
- Skellefteå AIK, SHL (2025/2026 –)